# Журдрен, Жоффре
Жоффре́ Журдре́н (фр. Geoffrey Jourdren; родился 4 февраля 1986, Мо, Франция) — французский футболист, вратарь.

## Клубная карьера

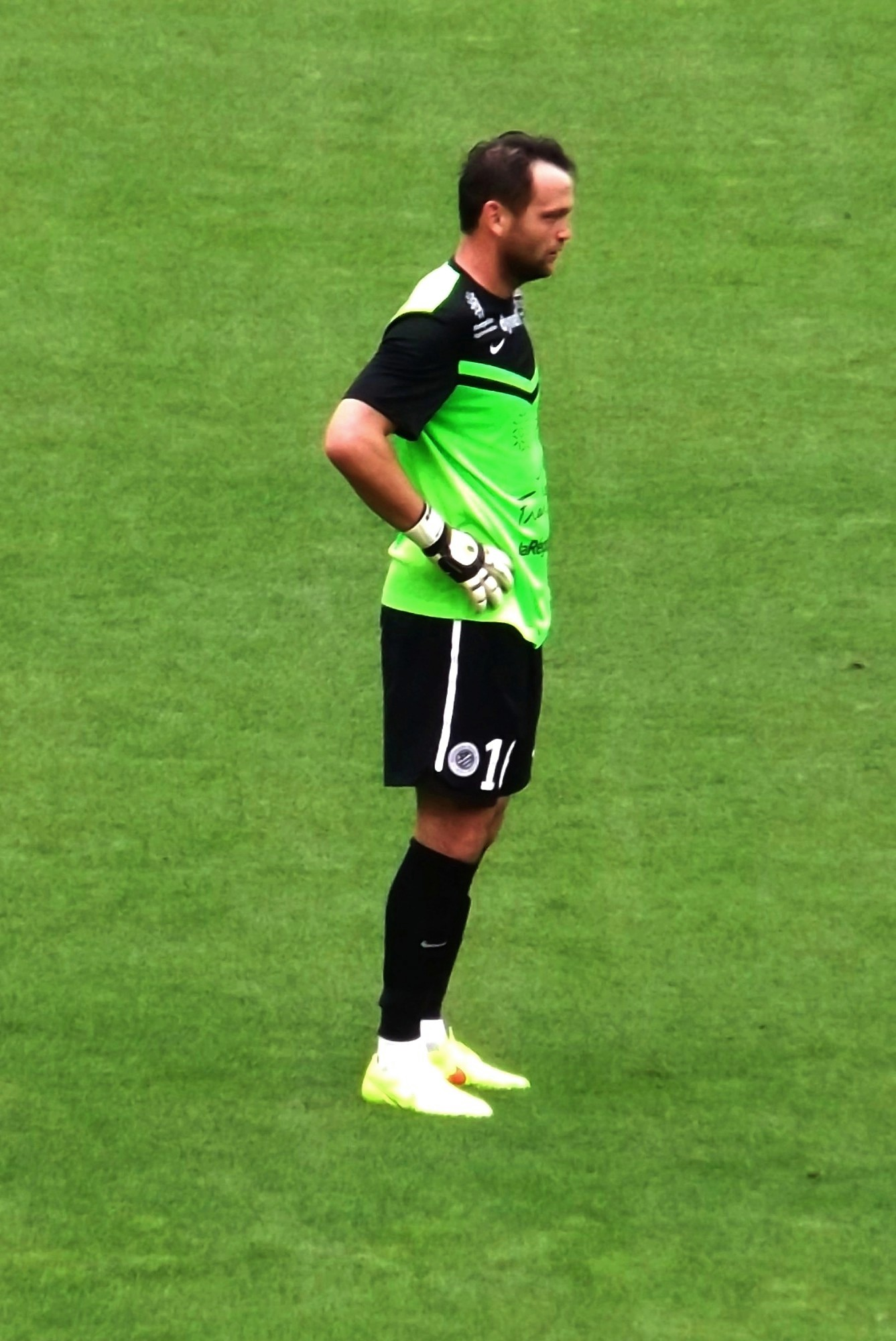
Журден в составе «Монпелье»

Воспитанник клуба «Монпелье». В 2006 году Журдрен подписал свой первый профессиональный контракт. В том же сезоне он дебютировал в Лиге 1, после того как основной вратарь команды Лоран Пионнье получил травму. В 2008 году Журдрен ненадолго проиграл конкуренцию за место в основе Жоану Карассо. В 2012 году Жоффре помог клубу выиграть чемпионат. 18 сентября в матче против лондонского «Арсенала» он дебютировал в Лиге чемпионов.

## Международная карьера
В 2005 году Журдрен в составе юношеской сборной Франции выиграл юношеский чемпионат Европы в Северной Ирландии.

## Достижения
Командные
«Монпелье»
- Чемпионат Франции по футболу — 2011/12

Международные
Франция (до 18)
- Юношеский чемпионат Европы — 2005[источник не указан 2133 дня]